# Kimi no Suizō o Tabetai
Kimi no Suizō o Tabetai (japanisch 君の膵臓をたべたい Kimi no Suizō o Tabetai, deutsch ‚Ich will deine Bauchspeicheldrüse essen‘, Alternativer Titel I Want to Eat Your Pancreas oder Let Me Eat Your Pancreas) ist ein Roman des japanischen Schriftstellers Yoru Sumino, der 2014 zunächst als Webroman veröffentlicht und ein Jahr später als Buch herausgegeben wurde. Zwischen 2016 und 2017 erfolgte eine Umsetzung als Manga. Im Jahr 2017 erschien mit Kimi no Suizō o Tabetai ein Realfilm; ein Anime-Film kam am 1. September 2018 in die japanischen Kinos.

## Veröffentlichungen

### Roman
Im Jahr 2014 Yoru Sumino veröffentlichte Kimi no Suizō o Tabetai zunächst als Webroman auf der Website Shōsetsuka ni Narō, ehe der Verlag Futabasha auf ihn aufmerksam wurde, ihn unter Vertrag nahm und im Folgejahr eine Druckausgabe auflegte. Seven Seas Entertainment kündigte im März des Jahres 2018 an, die Lizenz an der Veröffentlichung des Romans in englischer Sprache an. Eine Veröffentlichung ist für den 20. November 2018 geplant.
Sumino schrieb einen zweiten Roman mit dem Titel Chichi to Tsuioku no Dareka ni – auf Deutsch etwa An meinen Vater und jemanden in meinen Erinnerungen –, dessen Handlung nach den Geschehnissen in Kimi no Suizō o Tabetai spielt und als Zugabe ein exklusives Gespräch zwischen dem Autor und den japanischen Synchronsprechern der beiden Hauptcharaktere beinhaltet. Teilnehmende Kinos in Japan verteilten die Ausgabe an Besucher des Kinofilms.

### Manga
Idumi Kirihara begann am 25. August 2016 eine Mangaserie im Futabashas Monthly Action Magazine zu veröffentlichen. Diese endete am 25. Mai ein Jahr später. Die Kapitel wurden in zwei Tankōbon, die am 10. Februar 2017 und am 20. Juni gleichen Jahres, veröffentlicht. Eine deutsche Übersetzung erschien im Dezember 2018 und März 2019 bei Carlsen Manga unter dem Titel Sakura – I want to eat your pancreas. Auch der Manga wurde inzwischen von Seven Seas Entertainment lizenziert, der den ersten Band des Mangas am 22. Januar 2019 herausgeben wird.

### Kinofilme
Mit Kimi no Suizō o Tabetai wurde am 28. Juli 2017 ein Realfilm veröffentlicht in der Takumi Kitamura und Minami Hamabe die Rollen der Hauptcharaktere spielen. Im Oktober gleichen Jahres wurde der Film in Südkorea im Rahmen des Busan International Film Festival gezeigt; in Malaysia wurde der Film am 9. November von der Kinokette Golden Screen Cinemas aufgeführt.
Im August des Jahres 2017 wurde zudem eine Umsetzung als Anime-Film angekündigt, bei der Shinichirō Ushijima Regie führt. Als Animationsstudio wurde das Studio VOLN bekanntgegeben. Die Musik wurde von Hiroko Sebu geschrieben. Vertrieben wird der Film in Japan von Aniplex und kommt am 1. September 2018 in die japanischen Kinos. Der US-amerikanische Ableger von Aniplex kündigte auf der Anime Expo 2018 an, den Film in die US-amerikanischen Kinos zu bringen. Auf der SMASH! kündigte Madman Entertainment an, den Film in Australien und Neuseeland zu zeigen.